# Holiday (Florida)
Holiday ist  ein census-designated place (CDP) im Pasco County im US-Bundesstaat Florida. Das U.S. Census Bureau hat bei der Volkszählung 2020 eine Einwohnerzahl von 24.939 ermittelt. 

## Geographie
Holiday grenzt im Süden an Tarpon Springs (Pinellas County) und liegt rund 60 km südwestlich von Dade City sowie etwa 50 km nordwestlich von Tampa. Der CDP wird vom U.S. Highway 19 sowie von der Florida State Road 595 durchquert.

## Demographische Daten
Laut der Volkszählung 2010 verteilten sich die damaligen 22.403 Einwohner auf 12.480 Haushalte. Die Bevölkerungsdichte lag bei 1611,7 Einw./km². 89,5 % der Bevölkerung bezeichneten sich als Weiße, 4,1 % als Afroamerikaner, 0,5 % als Indianer und 1,4 % als Asian Americans. 2,2 % gaben die Angehörigkeit zu einer anderen Ethnie und 2,3 % zu mehreren Ethnien an. 10,0 % der Bevölkerung bestand aus Hispanics oder Latinos.
Im Jahr 2010 lebten in 25,6 % aller Haushalte Kinder unter 18 Jahren sowie 35,9 % aller Haushalte Personen mit mindestens 65 Jahren. 59,0 % der Haushalte waren Familienhaushalte (bestehend aus verheirateten Paaren mit oder ohne Nachkommen bzw. einem Elternteil mit Nachkomme). Die durchschnittliche Größe eines Haushalts lag bei 2,26 Personen und die durchschnittliche Familiengröße bei 2,81 Personen.
22,1 % der Bevölkerung waren jünger als 20 Jahre, 23,7 % waren 20 bis 39 Jahre alt, 27,3 % waren 40 bis 59 Jahre alt und 27,0 % waren mindestens 60 Jahre alt. Das mittlere Alter betrug 43 Jahre. 48,6 % der Bevölkerung waren männlich und 51,4 % weiblich.
Das durchschnittliche Jahreseinkommen lag bei 34.794 $, dabei lebten 19,5 % der Bevölkerung unter der Armutsgrenze.
Im Jahr 2000 war Englisch die Muttersprache von 87,79 % der Bevölkerung, Griechisch sprachen 4,57 % und 7,64 % hatten eine andere Muttersprache.

## Sehenswürdigkeiten
Am 26. April 1996 wurde das Charles B. Anderson House in das National Register of Historic Places eingetragen.